# Torrent de Vallençana
El torrent de la Vallençana és un curs d'aigua afluent del Besòs pel marge esquerre. Neix al terme de Badalona, al vessant occidental de la serralada de Marina, prop del coll de Vallençana (a la font d'en Móra), i continua per la urbanització de la Vallençana; i desemboca al Besòs dins el terme de Montcada i Reixac. La vall que forma serveix com a via de comunicació entre els municipis de Badalona i Montcada i Reixac a través de la carretera local BV-5011. El 2017 va començar uns treballs de millora del torrent per potenciar la vegetació riberenca autòctona i eliminar les espècies invasores com la canya de sant Joan.